# Foster care
Foster care (англ.) (патронажное воспитание) — термин, используемый для системы, в которой несовершеннолетние, нуждающиеся в опеке, передаются для воспитания в приёмную семью или семейный детский дом на платной основе (содержание детей оплачивает государство). От усыновления Foster care отличается следующими основными чертами:
- Услуги приёмных родителей оплачиваются;
- Приёмные родители не получают полных прав на ребёнка и подконтрольны органам опеки.

При этом семейный детский дом — частная организация с соответствующей государственной сертификацией. Семья, организующая детский дом, называется «приёмными родителями» (foster parent). Размещение ребёнка, как правило, организовано через правительственные агентства или социальные службы. Приёмные родители получают компенсацию расходов за содержание детей. Все важные решения в жизни ребёнка принимают органы опеки через суд. Приёмные родители несут ответственность только за условия быта детей. Услуги приёмных родителей оплачиваются государством.

## Аналог в России
Наиболее близкий аналог Foster care в России — патронат. В процентном соотношении этот вид опеки над несовершеннолетними в России крайне незначителен. Максимальное распространение патронат имел в 2006 году 0,96 % от всех детей, переданных на воспитание в семьи. В дальнейшем данный показатель только снижался. В 2009 году количество детей на патронате составило 0,55 % от всех детей, переданных на воспитание в семьи (всего 1681 ребёнок из 440 тыс. детей).
За воспитание приёмных детей приёмным родителям ежемесячно выплачивается заработная плата (вознаграждение), а также пособие на ребёнка. Согласно постановлению Правительства РФ от 2007 года, минимальный размер ежемесячного вознаграждения установлен в 2500 рублей (примерно 2,7 долларов США в сутки), а пособия в 4000 рублей (примерно 4,3 долларов США в сутки). При этом, приёмные родители обязаны отчитываться о расходовании пособия на содержание ребёнка. Также в некоторых регионах России (например в Хабаровском крае) существуют доплаты из местного бюджета.

## Foster care в США
Количество детей, воспитываемых по программе Foster care в США составило 547,5 тыс. в 2000 году и снизилось до 397 тысяч в 2012 году. В 2012 году 47 % детей (184 тысячи) проживали с фостерными родителями-неродственниками, 28 % (108 тысяч) — в фостерных семьях родственников, 6 % (24 тысячи) — в групповых домах, 9 % (34 тысячи) — в учреждениях. По национальному составу 41 % афро-американских детей, 40 % белые, 15 % латиноамериканских детей (данные за 2000 год).
Вознаграждение незначительно отличается от штата к штату и составляет от 600 до 1400 долларов в месяц. Так в штате Кентукки вознаграждение установлено в следующем размере:
- от 19,7 до 21,9 долларов в сутки на ребёнка до 12 лет;
- от 21,7 до 23,9 долларов в сутки на ребёнка старше 12 лет;
- 30 долларов в сутки в случае кратковременного проживания ребёнка в семье;
- от 37 до 42 долларов в сутки в случае необходимости лечения ребёнка на дому;
- от 37 до 45 долларов в сутки для хронически больных детей.

Также штат возмещает множество других расходов. Например в штате Кентукки:
- Ежегодное пособие на школьную форму от 50 до 100 долларов в год;
- Школьные принадлежности от 35 до 60 долларов в год;
- Оплата за школьный автобус по согласованию с Family Service’s Office Supervisor;
- Расходы на выпускной — 500 долларов;
- Любые, требуемые учебной программой государственной школы дополнительные учебные материалы, оборудование и приспособления;
- Подарок на день рождения — 25 долларов в год;
- Подарок на Рождество — 60 долларов в год;
- Медицинские счета до 100 долларов без одобрения, 100—500 долларов с одобрения Family Service’s Office Supervisor, более 500 долларов с одобрения Service Region Administrator’s;
- Расходы на дополнительную няню — 50—100 долларов в год;
- Оплата страхования гражданской ответственности;
- Дополнительные премии и единовременная помощь;

Также приёмным родителям может быть оказана помощь в виде Food stamps, Home heating assistance (LIHEAP), Медикейд и программы возврата налогов. В среднем Food stamps дотирует питание каждой нуждающейся семьи на сумму около 300 долларов в месяц.

## История
Система Foster care в современном понимании берет своё начало в 1853 году в США и Великобритании. В Великобритании преподобный Джон Армистед забрал детей из работного дома в графстве Чешир и поместил их в приёмные семьи. Местный совет взял на себя юридическую ответственность за детей и постановил выплачивать приёмным родителям вознаграждение за их содержание. В США общество Children’s Aid Society, основанное Чарльзом Лорингом Брейсом, организовало в 1853 году эксперимент Orphan Train — благотворительный поезд для переселения бездомных детей с улиц Нью-Йорка, а затем и других перенаселённых городов Восточного побережья, в семьи и детские дома по всей территории Соединённых Штатов. Движение «Сиротского поезда» продолжалось до 1929 года и помогло обрести новый дом 250 тысячам сирот и беспризорников.
В настоящее время «Сиротский поезд» преобразован в музей — National Orphan Train Museum and Research Center (Конкордия, штат Канзас).

## Размещение детей
Foster care — это программа по срочному размещению детей, нуждающихся в защите от жестокого обращения и опеке. В первую очередь в качестве кандидатуры приёмных родителей рассматриваются родственники ребёнка (тетя, дядя, бабушка или дедушка). Если подходящих родственников нет или они не могут принять ребёнка на воспитание, рассматриваются кандидатуры лиц как-то связанных с жизнью ребёнка (преподаватель, тренер и т. д.). Это необходимо для того, чтобы жизнь протекала с минимальными изменениями и переездами. Если все перечисление варианты не найдены, то ребёнок может быть передан на воспитание в любую семью, удовлетворяющую требованиям программы Foster care.
Если ни один из описанных выше вариантов невозможен, то ребёнок размешается по плану OPPLA (Other Planned Permanent Living Arrangement). Эта опция позволяет ребёнку оставаться на попечении государства, а ребёнок может жить в «foster home» (наиболее близкий аналог — семейный детский дом) или в специальном заведении постоянного медицинского ухода (для детей с недостатками развития, физическими недостатками или психическими недостатками).
Дети могут попасть под программу Foster care как добровольно, так и принудительно. Добровольно — когда биологический родитель или законный опекун не может ухаживать за ребёнком. Принудительно — когда ребёнок забирается от биологических родителей или законных опекунов и из-за риска или фактического физического или психологического ущерба (жестокого обращения) в рамках программы защиты детей.
В США большинство детей попадают под программу Foster care по причине пренебрежения потребностями ребёнка, включая неспособность принять адекватные меры для защиты детей от вреда и (или) грубой небрежности в обеспечении основных потребностей ребёнка. Если биологический родитель или законный опекун не желает заботиться о ребёнке — ребёнок передается на попечение Агентства по защите детей (Child Protective Services (CPS)). Политика в отношении приёмных семей, а также критерии для подбора приёмных родителей, регулируются законодательством штата.

## Нарушения со стороны государства

### Тестирование новых медицинских препаратов
На протяжении 1990-х годов проведён ряд испытаний экспериментальных препаратов от ВИЧ на ВИЧ-инфицированных детях в Children’s Center in Harlem (Манхэттен, Нью-Йорк). Агентство также обвиняли в причастности к исследованиям сифилиса в Таскиги в Нью-Йорке.

### Злоупотребление медикаментами
Выдвигались обвинения в злоупотреблениях в назначении некоторых медицинских препаратов, оплачиваемых через Медикейд, а также завышение их стоимости. Цены на некоторые виды психотропных препаратов были завышены в 3 раза. Наиболее частые нарушения отмечены в использовании следующих препаратов: антидепрессанты (56,8 %), препараты против расстройств внимания (55,9 %) и антипсихотические агенты (53,2 %).

### Эмоциональное, физическое и сексуальное насилие
В ряде исследований отмечался высокий уровень злоупотреблений в отношении приёмных детей. К ним относятся как физические наказания, так и эмоциональное давление (или игнорирование), а также сексуальное насилие:
- В одном исследовании в Великобритании говорится: «педиатры установили, что приёмные дети были в 7-8 раз, а дети в интернатах в 6 раз чаще подвержены злоупотреблениям, чем дети из обычных семей»[13].
- Исследование Университета Джонса Хопкинса показывает, что сексуальное насилие в отношении воспитанников программы Foster care случается в 4 раза чаще, чем в обычных семьях, а в детских домах в 28 раз чаще[14][15].
- Исследование, проведённое в штате Индиана, показало, что в приемных семьях происходит в 3 раза больше случаев физического насилия и в 2 раза больше сексуальных надругательств, чем в обычных[15].
- Исследование приёмных детей в штатах Орегон и Вашингтон показало, что почти одна треть детей сообщили о злоупотреблениях приёмных родителей или других взрослых в отношении воспитанников программы Foster care[16].

Эти данные свидетельствуют о существовании проблемы насилия над детьми в рамках существующей системы.

## Foster care в популярной культуре
Знаменитости, воспитывавшиеся в системе Foster care:
- Мэрилин Монро
- Эдди Мёрфи
- Алонзо Моурнинг
- Бейб Рут
- Эрик Ла Саль
- Эсай Моралес